# Täpptjärnen (Hallens socken, Jämtland)
Täpptjärnen är en sjö i Åre kommun i Jämtland och ingår i Indalsälvens huvudavrinningsområde. Sjön har en area på 0,0549 kvadratkilometer och ligger 326,2 meter över havet.

## Delavrinningsområde
Täpptjärnen ingår i det delavrinningsområde (700178-142760) som SMHI kallar för Utloppet av Storsjön. Medelhöjden är 314 meter över havet och ytan är 999,62 kvadratkilometer. Räknas de 1128 avrinningsområdena uppströms in blir den ackumulerade arean 12 049,15 kvadratkilometer. Avrinningsområdets utflöde Indalsälven mynnar i havet. Avrinningsområdet består mestadels av skog (29 procent) och jordbruk (11 procent). Avrinningsområdet har 457,45 kvadratkilometer vattenytor vilket ger det en sjöprocent på 45,7 procent. Bebyggelsen i området täcker en yta av 29,14 kvadratkilometer eller 3 procent av avrinningsområdet.